# エミリアーノ・フルート
エミリアーノ・リカルド・フルート（Emiliano Ricardo Fruto、1984年6月6日 - ）は、コロンビアのボリーバル県カルタヘナ出身の元プロ野球選手（投手）。右投右打。

## 経歴

### プロ入りとマリナーズ時代

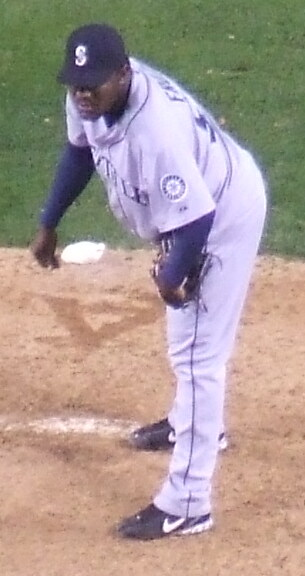
シアトル・マリナーズ時代
(2006年6月10日)

2000年にシアトル・マリナーズと契約してプロ入り。2001年は開幕を傘下のルーキー級アリゾナリーグ・マリナーズで迎えた。この年は、12試合に先発登板し、5勝3敗・防御率5.84・51奪三振を記録した。
2002年は開幕をA級ウィスコンシン・ティンバーラトラーズで迎えた。この年は、33試合（13試合で先発）に登板し、6勝6敗1セーブ・防御率3.55・99奪三振を記録した。
2003年は開幕を、A+級インランド・エンパイア・シックスティシクサーズで迎えた。ここでは、42試合（4試合で先発）に登板し、7勝8敗7セーブ・防御率3.78・83奪三振を記録した。その後、AAA級タコマ・レイニアーズに昇格した。ここでは、1試合に登板した。
2004年は開幕をAA級サンアントニオ・ミッションズで迎えた。この年は、43試合（1試合で先発）に登板し、3勝3敗1セーブ・防御率5.66・56奪三振を記録した。
2005年は前年同様に開幕をAA級サンアントニオで迎えた。ここでは、40試合に登板し、2勝3敗12セーブ・防御率2.56・63奪三振を記録した。その後、AAA級タコマに昇格した。ここでは、9試合に登板し、1勝2敗・防御率13.09・12奪三振を記録した。
2006年は開幕をAAA級タコマで迎えた。5月14日のロサンゼルス・エンゼルス・オブ・アナハイム戦でメジャーデビューを果たした。この年は、メジャーでは、23試合に登板し、2勝2敗1セーブ・防御率5.50・34奪三振を記録した。マイナーでは、AAA級タコマで28試合に登板し、1勝3敗10セーブ・防御率3.18・55奪三振を記録した。

### ナショナルズ傘下時代
2006年12月13日にホセ・ビドロとのトレードで、クリス・スネリングと共にワシントン・ナショナルズへ移籍した。
2007年は開幕を傘下のAAA級コロンバス・クリッパーズで迎えた。ここでは、18試合(16試合で先発)登板し、3勝9敗・防御率5.26・68奪三振を記録した。

### ダイヤモンドバックス傘下時代
2007年8月20日にクリス・カーターとのトレードでアリゾナ・ダイヤモンドバックスへ移籍した（後日指名選手でウィリー・モー・ペーニャがナショナルズへ移籍している）。移籍後は、傘下のAAA級ツーソン・サイドワインダーズ（現：リノ・エーシズ）へ異動した。ここでは、6試合に登板し、0勝1敗・防御率2.45・14奪三振を記録した。
2008年は開幕をAAA級ツーソンで迎えた。ここでは、49試合（4試合で先発）登板し、6勝6敗2セーブ・防御率5.2・102奪三振を記録した。オフにFAとなった。

### 独立リーグ時代
2009年1月にアトランタ・ブレーブスとマイナー契約を結んだ。開幕前に解雇される。その後、ゴールデンベースボールリーグのユマ・スコーピオンズ（現：ユマ・デザート・ラッツ）と契約を結んだ。このチームには、後の第3回WBC予選のコロンビア代表に選出される事になるクリスチャン・メンドーサ、ロナルド・ラミレス、イェシド・サラザール、イスマエル・カストロ、ディオベル・アビラらコロンビア人選手が多く所属していた。ここでは、16試合に登板し、0勝2敗11セーブ・防御率2.00・23奪三振を記録した。
2009年シーズン途中に同リーグのツーソン・トロズへ移籍した。ここでは、19試合に登板し、0勝2敗10セーブ・防御率4.58・31奪三振を記録した。
2010年は、41試合に登板し、5勝4敗17セーブ・防御率2.15・72奪三振を記録した。
2011年は、アメリカン・アソシエーションのスーシティ・エクスプローラーズと契約を結んだ。6月9日に退団した。

### メキシカンリーグ時代
2011年シーズン途中にメキシカンリーグのタバスコ・キャトルメンと契約を結んだ。ここでは、20試合に登板し、防御率4.03・31奪三振を記録した。その後。退団した。

### 独立リーグ時代
2011年7月にスーシティ・エクスプローラーズに復帰した。
2012年は、どこのチームにも所属しなかった。
2013年に、アトランティックリーグのブリッジポート・ブルーフィッシュと契約を結んだ。この年は、33試合に登板し、1勝3敗・防御率3.58・46奪三振を記録した。
2014年は、6試合に登板し、0勝0敗、防御率8.10の成績だった。この年限りで現役を引退した。

## 詳細情報

### 年度別投手成績
| 年 度    | 球 団    | 登 板 | 先 発 | 完 投 | 完 封 | 無 四 球 | 勝 利 | 敗 戦 | セ 丨 ブ | ホ 丨 ル ド | 勝 率 | 打 者 | 投 球 回 | 被 安 打 | 被 本 塁 打 | 与 四 球 | 敬 遠 | 与 死 球 | 奪 三 振 | 暴 投 | ボ 丨 ク | 失 点 | 自 責 点 | 防 御 率 | W H I P |
| -------- | -------- | ----- | ----- | ----- | ----- | -------- | ----- | ----- | -------- | ----------- | ----- | ----- | -------- | -------- | ----------- | -------- | ----- | -------- | -------- | ----- | -------- | ----- | -------- | -------- | ------- |
| 2006     | SEA      | 23    | 0     | 0     | 0     | 0        | 2     | 2     | 1        | 1           | .500  | 165   | 36.0     | 34       | 4           | 24       | 1     | 2        | 34       | 4     | 0        | 24    | 22       | 5.50     | 1.61    |
| MLB：1年 | MLB：1年 | 23    | 0     | 0     | 0     | 0        | 2     | 2     | 1        | 1           | .500  | 165   | 36.0     | 34       | 4           | 24       | 1     | 2        | 34       | 4     | 0        | 24    | 22       | 5.50     | 1.61    |

### 背番号
- 53 (2006年)